# Vrsar
Vrsar (olaszul: Orsera) falu és község Horvátországban Isztria megyében. Közigazgatásilag Begi, Bralići, Delići, Flengi, Gradina, Kloštar, Kontešići és Marasi települések tartoznak hozzá.

## Fekvése
Vrsar egyike a legszebb fekvésű isztriai településeknek. Az Isztriai-félsziget nyugati részén, Poreč központjától 10 km-re délre, a félszigetbe fjordszerűen benyúló Lim-öböltől 3 km-re északra, az azonos nevű öbölben egy magaslaton fekszik. Kikötőjét a tenger felől a kis Sveti Juraj (Szent György) sziget oltalmazza. A Vrsari-öblöt északról a Montraker-félsziget zárja le. A dombtetőn fekvő eredeti városmagtól az utóbbi évtizedekben kiterjedt a teljes öböl partvidékére, valamint tovább a part mentén keletre a Koversada-sziget és nyugatra Valkanela irányába. Közúton Poreč felől a Poreč-Funtana-Vrsar, az Isztriát átszelő 21-es számú főútról a Gradina-Flergi-Vrsar úton közelíthető meg. A település mellett sportrepülőtér is található. A Poreč és a Lim-öböl közötti szelíd és zöldellő öblök már évtizedek óta csalogatják a turistákat. Vrsar öbölparti része bővelkedik apró kis öblökben és szigetecskékben. Számos romantikus kis szigete van: Figarolica, Lakal, Salamon, Zavata, Galiner, Sv. Juraj, Longa, Gusti školj, Tuf, Galopon, Koversada és Orlandin. Koversada az európai naturista turisták egyik legismertebb nyaralóhelye. Klímája jellemzően mediterrán, az enyhe és csapadékos teleket hosszú forró nyarak követik.

## Története
Területe már a történelem előtti idők (ősi várnyomok) óta folyamatosan lakott. A rómaiak előtt a hisztri és liburn törzsek uralták a területet. A rómaiak az i. e. 2. században hódították meg az Isztria területét. A közeli Lim-öbölnél húzódott a határ a parentiumi (Poreč) és a polai (Póla) kolóniák között. A római uralom kezdetén a mai Vrsar területén még nem volt lakott település, de idővel a mai település magját képező domb aljában magánházakból és középületekből álló új falu jött létre. Ez a település főként a késő ókorban fejlődött nagy mértékben. Ekkor már több, fényűző lakóépületekből és gazdasági épületekből álló villagazdaság is működött itt. Mindenesetre Vrsar az egyszerű halászfaluból az évek során fontos kereskedelmi központtá fejlődött, ahol a környék mezőgazdasági termékei (bor, olaj, gabona, sajt, hús stb.) cseréltek gazdát. Az Adria túloldalán fekvő Ravenna közelsége is nagyon kedvező hatással volt Vrsar és a többi isztriai kereskedelmi központ fejlődésére, melyek termékei könnyen eljuthattak az itáliai piacokra. A Vrsari öböl partján áthaladt a Via Flavia, a Pola (Póla) – Parentium (Poreč) – Tergeste (Trieszt) – Aquileia út. A település fontosságára utal a 3. vagy a 4. században készített római térkép a Tabula Peutingeriana adata, amely Ursariát egy Póla előtti kis szigetként ábrázolja. Az ismeretlen római térképész azonban nem ismerte jól a település pontos helyét, mivel Ursariát a mai Vrsartól jóval délebbre, Póla elé tette. Vrsar neve nagyon régi eredetű. A középkori latin nyelvű dokumentumokban „Ursaria, Ursarium, Vrsarium, Orsaria” változatokban szerepel. Az Ursaria név lényegében a Funtana és a Lim-öböl közötti partszakaszt jelölte. A név eredete a nyelvészek szerint egy ómediterrán szóból, a forrást jelentő „ur” főnévből származik. Az ókori tengerészek a Funtana és Vrsar közötti partszakasz forrásait gyakran használták ivóvíz vételezésére. A település e néven volt ismeretes a római és a bizánci időkben is. Ennek szlávosításából származik a település mai hivatalos neve.
A 2. és a 3. században az Isztrián is rohamosan terjedt az új hit a kereszténység. A 4. században Poreč és Póla mellett Vrsar is fontos kora keresztény központtá vált. Szűz Mária tiszteletére szentelt kora keresztény bazilikájának alapfalait 1935-ben tárták fel. A feltárásról Mirabella Roberti 1944-ben kiadott munkájában számol be. A római kori Vrsarból mára ugyan csak épületmaradványok, feliratos kövek és a kikötői gát nyomai maradtak fenn, de a római kultúra a nagy időbeli távolság ellenére máig is ható nyomokat hagyott a település életében. Az 5. század második felében megszűnt a Nyugatrómai Birodalom és az Isztria egy germán törzs a keleti gótok uralma alá került. 538-ban I. Justinianus bizánci császár legyőzte a gótokat és a félszigetet a Bizánci Birodalomhoz csatolta. A bizánci uralom a 8. század végéig tartott. A szlávok első csoportjai a 6. század végén és a 7. század elején érkeztek az Isztriára. Az első feljegyzés a betörésükről 599-ből származik. A fokozódó támadások ellen a latin nyelvű lakosság a megerősített városok (Póla, Rovinj, Poreč) falai mögé húzódott. 599 és 611 között késő római Vrsart is szláv támadás érte, mely során épületei súlyos károkat szenvedtek. A latin lakosság elmenekülése után a 4. században épített korai keresztény bazilika is romokban hevert. A bizánci uralomnak a longobárdok hódítása (751-774) vetett véget, majd 788-ban a frankok foglalták el a félszigetet, melyet Nagy Károly frank uralkodó birodalmához csatoltak. A frankok bevezették a hűbérúri rendszert, a szláv falvak hűbérbirtokok lettek. A 9. század elejétől a félsziget társadalmi életében a német hűbérurak játszottak nagy szerepet. A Mirna és a Lim-csatorna közötti terület a 3. század második felében alapított poreči püspökségé volt. Ezt a területet a püspökség védőszentje Szent Mauro után „Teritorium sancti Mauri”nak nevezték. Nem tudni pontosan, hogy Vrsar mikor került a püspökség uralma alá, de a 10. század végétől egészen 1778-ig a püspökök voltak az urai. Az Isztria a nyugati része ekkor már a Velencei Köztársaság és az aquileiai pátriárka érdekövezetének ütközőpontja volt, Vrsart azonban mindkét fél hiába próbálta megkaparintani a poreči püspökségtől. Vrsar a 10. századtól a 18. századig a püspökség világi uralmának központja volt. A püspökök uralmukat a pápa nevében gyakorolták, aki időnként megerősítette jogaikat. 1177-ben útban Velence és Ancona között III. Sándor pápa meglátogatta a várost és a hagyomány szerint három napig itt tartózkodott. Vrsar a középkor folyamán a püspökök nyári rezidenciájává vált. A püspöki palota kezdetben még fából épült, de a 13. században Ottó püspök számára már kőből építettek rezidenciát. Az Isztria nyugati partvidéke a század második felére már Velence fennhatósága alá került. 1267-ben a poreči püspökség területe Vrsarral együtt lényegében már a dózse védelmét élvezte, de ez a püspökség világi uralmát nem érintette. Birtokai továbbra sem adóztak sem Velence, sem Aquileia felé. A püspök hivatalos megnevezése ebben az időben „episcopus Parentinus et dominus Vrsariae” (azaz Poreč püspöke és Vrsar ura) volt. Néhány püspök ehhez még hozzátette a „comes Vrsariae” (Vrsar grófja) címet is. A 13. század végén Rajmund pátriárka katonái többször támadták Vrsart. A feljegyzések szerint egy ilyen támadás során a katonák hétszáz ökröt és a teljes állatállományt elhajtották.
A püspökség uralma alatt Vrsar a vidéki közösségek életét élte. Önálló statutma volt, a püspöki hatalmat a gubernátor képviselte, aki vazallusainak birtokokat adományozott. Vrsar és a környező birtokok (házak, szántóföldek, legelők, erdők, sótelepek, olajprések, halászat stb.) a püspökség jövedelmeinek legfontosabb forrásai voltak. A reneszánsz és a barokk korban egyre növekedtek a vrsari kőbányák is. A követ főként Velencébe a paloták, templomot és hidak építéséhez használták fel. A 15. és a 17. század között Vrsart többször sújtották járványok. A 17. században néhány püspök állandó jelleggel Vrsarban élt. A 18. században amint arról emlékirataiban is megemlékezik Vrsarban két alkalommal (1743 és 1744.) is időzött korának hírhedt itáliai kalandora és írója Giacomo Casanova. 1778-ban a velencei szenátus megszüntette a vrsari grófságot, ezzel Vrsar közvetlenül a dózse fennhatósága alá került. A birtokok elvételéért a velenceiek pénzbeli kárpótlást adtak a püspöknek. A grófság megszűntével Vrsar közigazgatásilag Sveti Lovreč községhez került. A 19. századba a püspökség egykori birtokai poreči nemesi családoké lettek. 1797-ben a napóleoni háborúk következtében megszűnt a Velencei Köztársaság és az Isztria a Campo Formió-i béke értelmében a Habsburg Birodalom része lett. Az első osztrák uralom rövid ideig (1797. – 1805.) tartott, mivel 1805. decemberének elején I. Napóleon francia császár Austerlitznél vereséget mért az osztrák-porosz erőkre és a pozsonyi béke 1805. december 26-án az Isztriát a franciáknak adta. Később azonban Napóleon vereséget szenvedett és 1813-ban visszatért az osztrák uralom, mely 1918-ig tartott. A 19. században Vrsar kezdett a régi városfalakon kívül terjeszkedni az öbölben pedig új kikötő épült. Számos új házat építettek a település magját képező domb tengerre néző lejtőin. A 20. század elején 1900-ban új iskola épült. Az olasz és horvát lakosok közötti összetűzéseknek Vrsarban nyoma sem volt. Vrsarnak 1857-ben 773, 1910-ben 1709 lakosa volt. Az I. világháború következményei nagy politikai változásokat hoztak az Isztrián. 1920-tól 1943-ig Vrsar az Isztriával együtt olasz uralom alá tartozott. A horvát és szlovén lakosság helyzete főként az 1922-es fasiszta hatalomátvételt követően nehezült meg. Mindkét szláv nyelv hivatalos használatát betiltották és tervek voltak a nem olasz lakosság erőszakos kitelepítésére. Az olasz kapitulációt (1943. szeptember 8.) követően az Isztria német megszállás alá került, mely 1945-ig tartott. 1944-ben Vrsar környékén is harcok folytak a németek és a partizán egységek között. A település végül csak 1945 május elején szabadult fel. A háborút hosszas diplomáciai harc követte Jugoszlávia és Olaszország között az Isztria birtoklásáért. Az 1947-es párizsi békekonferencia Vrsart is Jugoszláviának ítélte, melynek következtében az olasz anyanyelvű lakosság Olaszországba menekült. 1991-óta a független Horvátországhoz tartozik. 2006-ban Vrsar községből kivált és önálló község lett az északra fekvő Funtana. A település az utóbbi időkben leginkább a tengerparton terjeszkedett. 2011-ben a falunak 1730, a községnek összesen 2152 lakosa volt, többségük a turizmusból él.. Mások főként kereskedelemmel és kisvállalkozásokkal foglalkoznak. A gazdaság további bevételi forrásai a kertészet, a borászat, az olajbogyó termesztés és a halászat.

## Nevezetességei
- A püspöki palota mai formájában a 17. században Adelasio püspök idejében épült, de szerkezetében jól megőrizte a 13. századi eredeti kialakítását. Az első, történeti forrásokban felbukkanó épület még fából épült valószínűleg a 9. században. A 12. században „castrum Ursariae” néven szerepel. Ennek helyén a 13. században Ottó püspök (1256-1282) számára már kőből építettek új rezidenciát. Háromemeletes épület volt udvarral, szökőkúttal, tetején pártázattal, melyet körben négy saroktoronnyal erősített várfal védett. A maga korában jelentős erősségnek számított. Körülötte alakult ki a középkori település. Itt tartózkodtak a poreči püspökök háborúk, járványok, létbizonytalanság idején. A 17. században Adelasio püspök bővíttette és barokk stílusban építtette át. 1778-ban a vrsari grófság megszüntetésekor a velencei hatóságok elvették a püspököktől, majd a 19. században a Vergottini családé volt. Az épületet 2001-ben teljesen felújították, ma magánkézben levő lakó- és nyaralóépületként működik.
- Szent Márton tiszteletére szentelt plébániatemplomát 1935-ben Vrsarban kitermelt kőből építették. Az épület alapkövét még 1804-ben tették le, majd az építkezés 1805 és 1813 között folytatódott, de ezután félbeszakadt. A templom építését végül 1927 és 1935 között fejezték be. Ünnepélyes felszentelése 1935. március 19-én volt. 40 méter magas harangtornya 1989 és 1991 között épült. Háromhajós épület, a főhajót a két mellékhajóktól kétoldalt oszlopsor választja el. A főoltárt 2008-ban a rovinji Szent Eufemia templomból hozták át. A két oldalán kialakított fülkékben Szűz Mária és Szent József szobrai láthatók. A régi főoltár kőből épült, tetején egy Jézus Szíve szoborral. Ez ma a jobb oldali mellékhajó apszisában áll. Azért kellett a szentélyből áthozni, mert túlságosan nagy súlyú volt és a szentély alatti sírboltban végzett munkák statikusan túlságosan veszélyeztették a templom szerkezetét. A szentély diadalívén a VERE LOCUS ISTE SANCTUS EST (Ez a hely valóban szent) felirat látható. Falfestményeit Antonio Macchi rovinji festőművész készítette 1946-ban. A márvány keresztelőmedence a régi templomból származik, fedele fából készült. A templomnak egy 14. századi gótikus Madonna szobra is volt, de ezt ellopták. A szentély alatt egy szépen berendezett kápolna található a falain néhány régi képpel. A kápolnát a téli hónapokban vasárnap kivételével istentiszteletekre használják. A régi Szent Márton plébániatemplom a település központjában állt, 1178-ban III. Sándor pápa említi először a poreči püspöknek írt adománylevelében. 1830 és 1854 között olyan rossz állapotban volt, hogy a Szent Foska templomot kellett plébániatemplomként igénybe venni. 1854-ben még megújították, 1941-ben a főtér bővítésének munkálatai során bontották le.
- A városkapu mellett álló Szent Foska tiszteletére szentelt templomát a 17. század első felében építették. Az egyhajós épület reneszánsz és barokk stíluselemeket is tartalmaz. Homlokzata nagyon egyszerű, a kis harangtoronyban egykor két harang volt, ezek ma a Szent Márton templom tornya alatt vannak kiállítva. A szentélyben található Luka Prodanić vrsari plébános 1659-ből származó, a papi jelképekkel, szentostyával és kehellyel díszített sírkőlapja. A templomban három oltár van, de csak a főoltárnak a védőszentet ábrázoló retablója maradt meg. A másik két oltárnak csak a menzája található a templomban, egyikük retablóján Assisi Szent Ferenc, a másikon Jézus levétele a keresztről volt látható. A templom egykor Szent Placidus ereklyéit is őrizte. A templomban a plébánia régi szakrális tárgyaiból rendeztek be kiállítást. A templomot 1910-ben megújították, ekkor épült hozzá a sekrestye. 1996-ban restaurálták.
- A Szent Antal templom építési ideje 1656 a bejárati kapu felett olvasható. Az egyhajós templomot az uszkók háború (1615-1618) és az 1632-es nagy isztriai pestisjárványt követően vrsari kőből építették velencei reneszánsz stílusban. Belső tere teljesen felújított. Fából faragott, aranyozott barokk oltárának képén Páduai Szent Antal látható Szűz Máriával, a gyermek Jézussal két vértanú szent, Szent Sebestyén és Szent Rókus társaságában. Ismeretlen művész alkotása a 17. századból. Kétoldalt a falmélyedésekben Assisi Szent Ferenc és a sárkány fejére taposó Szűz Mária szobra van elhelyezve. Homlokzata elé nagyméretű árkádos előteret építettek. A kis harangtoronyban 1657-ben öntött harang volt, melyet az I. világháború idején háborús célokra vittek el, azóta üresen áll. Az épületet 2010-ben teljesen felújították. Ma művészeti kiállításoknak (gyakran naiv festők műveinek) ad helyet.
- A kikötőnél álló Angyali Üdvözlet tiszteletére szentelt templomot általában Marijina bazilikaként ismerik. A templom a 8. századból származik, mai formájában a 12. században épült román stílusban. 1177-ben III. Sándor pápa ebben a templomban misézett, amikor Velencéből útban Ancona felé itt tartózkodott. 1921-ben és 1969-ben megújították. Hossza 23,5 szélessége 12,5 méter. A kis harangtoronyban levő harangot 1922-ben Triesztben öntötték. A templom az isztriai román építészet egyik jelentős képviselője. Belül nagyon sötét. A belső teret súlyos oszlopok osztják három hajóra, melyek a keleti oldalon három apszisban végződnek. A templom padlózatának felszedésekor több sírkőlapot találtak. A belső falakat a 9. vagy a 10. században készített színes freskók borították, melyekből ma alig látható valami. 16. század első felében a templomot egy helyi festő újra kifestette, ennek maradványai (szentek ábrázolásai) a főapszis falán láthatók. Szakrális tárgyainak legértékesebb darabja egy 1626-ban készített ezüstkehely volt, melyet később a plébániatemplomba vittek át. A templom körül egykor a legrégibb ismert vrsari temető feküdt, melyből néhány sírkő töredék a templomudvar északi falánál fennmaradt. Az udvaron a déli kaputól jobbra egy girlandokkal díszített római kőtöredék is látható. Ma egyházzenei előadások és kiállítások céljára használják.
- A temetőben áll a Szent Péter tiszteletére szentelt, 1900-ban épített temetőkápolna.
- A kikötő előtt az azonos nevű szigeten áll a román stílusú Szent György templom. Építési ideje ismeretlen, a szakemberek 9. századra teszik. A helyén az ókorban római villa állt, amely egy történelem előtti szigeti erődítmény maradványaira épült. A milánói ediktum kibocsátása után a 4. században ókeresztény templomot építettek ide, melynek maradványait megtalálták. A templom rekonstrukciója előtt 1992-ben feltárást folytattak, melynek eredményéről M. Baldini számolt be. Eszerint a mai templom legrégebbi részei a 9. században épültek, miután a 4. századi ókeresztény templom az avar-szláv invázió idején a vrsari kikötő melletti ókeresztény szakrális központ sorsára jutott. Az ókeresztény templom romjain, valószínűleg annak anyagát felhasználva a helyi népi építészeti tudás szerint kora román stílusban épült fel a 9. századi egyhajós templom belső félköríves apszissal, melyet Szent György vértanú tiszteletére szenteltek fel. Az épület a 19. századra romossá, elhagyatottá volt. A 20. század első felében a feljegyzések szerint falai mindössze 1-3 méter magasságban álltak. A templomot Vrsar község első kulturális projektjének keretében húszezer német márka költséggel 1994 és 1996 között építették újjá.
- A Fuškulin felé vezető út mellett álló Szent András templomot a 18. században építették a korábbi templom helyén amelyet viszont már 1226-ban említenek. Építői helyi halászok és földművesek voltak, akik a jó termésért, esőért, bőséges zsákmányért imádkoztak benne. 1915-ben megújították, melynek költségei 150 forintot tettek ki. A II. világháborút követően olasz ajkú hívei elhagyták és az újonnan érkezettek nem fordítottak rá gondot. Juhokat tartottak benne, teteje is beszakadt. Sokáig romos volt, de 2009-ben Zohila vrsari plébános kezdeményezésére eredeti állapotában állították helyre. Ivan Milovan poreč-pólai püspök szentelte fel Szent András ünnepén 2010. november 30-án. Az újjáépítésről a templomban fényképkiállítás látható.
- A volt „Neon” gyár területén, a vrsari kikötő északi részén, a Tengeri Szűz Mária (Sv. Marija od mora) templom[2] mellett egy az 1. századból származó ősi lakó- és gazdasági épület maradványai maradtak fenn.[3] Mellette ókeresztény, mozaikpadlós templom alapjai találhatók, az 5. században hozzáépített téglalap alakú alaprajzú sokszögben záródó apszissal. A 7. században a szakrális épületet olajbogyó-feldolgozó üzemmé alakították át, és annak egyik részébe olajprést helyeztek. Késő ókori és kora középkori sírokat is találtak a környéken, a templomtól délre pedig egy bencés kolostor maradványai találhatók, amelyet a 15. – 16. században építettek.
- A Monte Ricco-domb tágabb területén őskori település maradványai találhatók. A domb déli lejtőjén a terepalakzatokban legalább két település teraszának körvonalai azonosíthatók egyértelműen. A korábbi leletek alapján a kőbánya területén őskori urnatemető volt. A felszínen összegyűjtött őskori és ókori kerámiák töredékei a bronz és a vaskorra időszakába tartoznak. A domb tetején egy római kori épület maradványai találhatók, ahol egy dongaboltozatos ciszternát tártak fel.[4]
- Vrsar közvetlen közelében, a Valkanel állomás mellett található Dušan Džamonja szobrászművész lakó- és gazdasági épületkomplexuma, mely a művész műhelyéből, galériájából és kiállítóhelyéből áll, ahol Džamonja híres monumentális alkotásait állította ki. A komplexumot 1981-ben nyitották meg a nagyközönség előtt..[5]

## Lakosság
| Lakosság változása | Lakosság változása | Lakosság változása | Lakosság változása | Lakosság változása | Lakosság változása | Lakosság változása | Lakosság változása | Lakosság változása | Lakosság változása | Lakosság változása | Lakosság változása | Lakosság változása | Lakosság változása | Lakosság változása | Lakosság változása |
| ------------------ | ------------------ | ------------------ | ------------------ | ------------------ | ------------------ | ------------------ | ------------------ | ------------------ | ------------------ | ------------------ | ------------------ | ------------------ | ------------------ | ------------------ | ------------------ |
| 1857               | 1869               | 1880               | 1890               | 1900               | 1910               | 1921               | 1931               | 1948               | 1953               | 1961               | 1971               | 1981               | 1991               | 2001               | 2011               |
| 773                | 852                | 1147               | 1499               | 1742               | 1709               | 1750               | 1826               | 1566               | 902                | 830                | 1115               | 1341               | 1624               | 1872               | 1730               |

## Galéria
- Vrsar látképe
- Vrsar éjszaka
- Vrsar kikötője
- Vrsar tengerpartja
- A Vrsari öböl panorámája
- A Szent Márton plébániatemplom
- Strand Vrsarnál
- Vrsar látképe
- A vrsari szoborpark